# Leistenbruchoperation nach Shouldice
Die Leistenbruchoperation in der Technik nach Shouldice (benannt nach dem Chirurgen Edward Earle Shouldice) ist eine konventionelle (das heißt nicht minimalinvasive) Operationsmethode, die seit dem Ende der 1980er Jahre gebräuchlich ist und das Verfahren nach Bassini ablöste. Die Operation kann unter örtlicher Betäubung erfolgen.
Das Prinzip der Operation besteht darin, den Bruchinhalt zurückzuführen (zu reponieren) sowie den indirekten Bruchsack zu entfernen. Der direkte Bruchsack wird ebenfalls reponiert. Danach erfolgt eine der Anatomie entsprechende Rekonstruktion der Hinterwand des Leistenkanals. Die Fascia transversalis wird gedoppelt, was eine Einengung der indirekten und einen Verschluss der direkten Bruchlücke bewirkt.

## Indikation
Dieses Operationsverfahren kann prinzipiell bei jeder Leistenhernie in jedem Patientenalter angewendet werden. In der Praxis wird es allerdings fast nur noch bei Jugendlichen und jungen Erwachsenen angewendet und ist durch die modernen Verfahren mit Netzimplantation (Lichtenstein-Operation, TAPP) weitgehend verdrängt worden. Es ist das Operationsverfahren der Wahl, wenn der Patient Fremdmaterial ablehnt oder eine Kontraindikation gegen Fremdmaterial (z. B. Allergie) besteht.

## Vorgehensweise
Die Fascia transversalis (bindegewebige Hülle der Skelettmuskeln zwischen dem Peritoneum parietale und der Bauchmuskulatur) wird gespalten und anschließend unter Doppelung wieder vernäht. Die Hinterwand des Leistenkanals besteht damit neu aus zwei Schichten der Fascia transversalis. In einer ersten Nahtreihe wird die kaudale Lefze der Fascia transversalis und die hintere Fläche des Musculus transversus abdominis (verläuft quer zur Körperachse) genäht, und zwar dort, wo dieser einen aponeurotischen Anteil, den sog. Arcus tendineus bildet. Die zweite Reihe wird so angelegt, dass die kraniale Lefze der Fascia transversalis an den Ansatz des Leistenbandes pexiert wird. Häufig begnügt man sich mit diesen beiden Schritten der Doppelung der Fascia transversalis.
Die Originaltechnik nach Shouldice näht in einer 3. Reihe den Musculus transversus abdominis an das Leistenband, in einer 4. Reihe den Musculus obliquus internus abdominis (verläuft schräg zur Körperachse) an das Leistenband.

## Zusammenfassung
Nach Doppelung der Fascia transversalis (bindegewebige Hülle der Skelettmuskeln zwischen der Bauchhöhlenwand u. der Bauchmuskulatur) werden Musculus transversus und M. obliquus internus mittels einer fortlaufenden Naht ans Leistenband geheftet. Über dem Leistenband wird die Externusaponeurose (externe Sehnenplatte) verschlossen.

## Quelle
- Siewert, Chirurgie, 6. Auflage